# Towthorpe (East Riding of Yorkshire)
Towthorpe – osada w Anglii, w hrabstwie East Riding of Yorkshire. Leży 40 km na północny zachód od miasta Hull i 285 km na północ od Londynu.